# فهرست سلاطین امپراتوری عثمانی
فهرست سلاطین امپراتوری عثمانی (به ترکی استانبولی: Osmanlı padişahları) همه سلاطین عثمانی را شامل می‌شود. امپراتوری عثمانی با نام رسمی دَوْلَتِ عَلِیّهٔ عُثمَانِیه یک قدرت سیاسی و امپراتوری مسلمان بود که از ۱۲۹۹ تا ۱۹۲۲ میلادی در منطقهٔ مدیترانه حکومت می‌کرد و در سه قاره جهان یعنی آسیا، اروپا و آفریقا گسترش یافت. این امپراتوری در اوج خود از شمال تا مجارستان، از جنوب تا یمن، از شرق تا عراق و از غرب تا الجزایر وسعت داشت. پایتخت این حکومت ابتدا در شهر سوگوت سپس در سال ۱۳۲۴ به شهر بورسا و در سال ۱۳۶۳ به پس از فتح ادرنه به این شهر منتقل شد و بعد از فتح قسطنطنیه توسط محمد فاتح از سال ۱۴۵۳ تا زمان فروپاشی این شهر پایتخت حکومت عثمانی بود.
عثمان یکم یا عثمان بن أرطغرل بن سلیمان شاه معروف به عثمان غازی یا عثمان بیگ رهبر ترکان عثمانی و بنیانگذار امپراتوری عثمانی بود. او از قبیله قایی شاخه‌ای از ترکان اغوز بود. بعد از او ۳۵ تن از نسل او با عنوان سلاطین عثمانی حکومت کردند. محمد ششم آخرین سلطان عثمانی و عبدالمجید دوم آخرین خلیفه عثمانی بود.( بعد از ساقط کردن محمد ششم، دو مقام سلطنت و خلافت از هم تفکیک گردید و جانشین محمد ششم فقط خلافت مذهبی را عهده دار بود نه سلطنت و حکومت سیاسی) امپراتوری عثمانی بعد از شکست قدرت‌های مرکز در جنگ جهانی اول منحل شد و به دنبال آن در سال ۱۹۲۲ جمهوری ترکیه مدرن تاسیس شد.

## فهرست سلاطین عثمانی
فهرست زیر سلاطین و خلیفه‌های عثمانی را به ترتیب زمان نشان می‌دهد. طغرا نشان و مهر و موم هر سلطان است پرتره‌ هر سلطان در کنار نام او مشخص است. در بخش توضیحات نام پدر و مادر سلطان و سرنوشت و رویداد‌های مهم دوران او مشخص شده است. معمولا بین پایان عمر یک سلطان و جانشینی سلطان بعدی فاصله زمانی وجود دارد زیرا شاهزاده ارشد برای به دست آوردن سلطنت بعد از مرگ پدرش مجبور به جنگ با برادرانش بود با این حال خط جانشینی در سال ۱۶۱۷ تغییر کرد و از فرزند ارشد به شاهزاده ارشد تبدیل شد و بعد از مرگ هر سلطان شاهزاده ارشد جانشین او می‌شد و این شاهزاده می‌توانست برادر، برادرزاده و یا پسر خود سلطان باشد.
| شماره                                                  | سلطان                                        | تصویر | آغاز سلطنت                                                         | پایان سلطنت     | طغرا                     | توضیحات |
| ------------------------------------------------------ | -------------------------------------------- | ----- | ------------------------------------------------------------------ | --------------- | ------------------------ | --- |
| دوران ظهور امپراتوری عثمانی (۱۲۹۹م – ۱۴۵۳م)            |                                              |       |                                                                    |                 |                          | |
| ۱                                                      | عثمان یکم غازی (جنگجو)                       |       | ۱۲۹۹                                                               | ۱۳۲۴            | — [c]                    | - پسر ارطغرل بیگ و حلیمه خاتون - تا زمان مرگ سلطنت کرد. |
| ۲                                                      | اورخان یکم غازی (جنگجو)                      |       | ۱۳۲۴                                                               | ۱۳۶۲            | Tughra of Orhan          | - پسر عثمان یکم و ملحون خاتون - تا زمان مرگ سلطنت کرد |
| ۳                                                      | مراد یکم سلطان بزرگ خداوندگار (شهید) [b]     |       | ۱۳۶۲                                                               | ۱۵ ژوئن ۱۳۸۹    | Tughra of Murad I        | - پسر اورخان یکم و نیلوفر خاتون. - تا زمان مرگش سلطنت کرد. - در نبرد کوزوو کشته شد. |
| ۴                                                      | بایزید یکم سلطان روم ییلدریم (آذرخش)         |       | ۱۵ ژوئن ۱۳۸۹                                                       | ۲۰ ژوئیه ۱۴۰۲   | Tughra of Bayezid I      | - پسر مراد یکم و گلچیچک خاتون. - در نبرد آنکارا اسیر شد. - در اسارت در ۸ مارس ۱۴۰۳ در آق‌شهر فوت شد. |
| دوره فترت در امپراتوری عثمانی[d] (۱۴۰۲ – ۱۴۱۳)         |                                              |       |                                                                    |                 |                          | |
| —                                                      | عیسی چلبی سلطان آناتولی                      |       | ۱۴۰۳ – ۱۴۰۵ (سلطان در سرزمین آناتولی غربی)                         | ۱۴۰۶            | —                        | - بعد از نبرد آنکارا خود را سلطان خواند و به مدت دو سال بر آناتولی حکومت کرد. - توسط برادرش محمد یکم در نبرد الوبات اسیر شد. - در سال ۱۴۰۶ اعدام شد. |
| —                                                      | سلیمان چلبی سلطان در روملیا                  |       | ۲۰ ژوئیه ۱۴۰۲                                                      | ۱۷ فوریه ۱۴۱۱   | —                        | - بعد از نبرد آنکارا خود را سلطان خواند و به مدت نه سال در روملیا حکومت کرد. - در ۱۷ فوریه ۱۴۱۱ اعدام شد. |
| —                                                      | موسی چلبی سلطان در روملیا                    |       | ۱۸ فوریه ۱۴۱۱                                                      | ۵ ژوئیه ۱۴۱۳    | —                        | - بعد از مرگ برادرش سلیمان چلبی سلطان روملیا شد و به مدت دو سال سلطنت کرد. - در ۵ ژوئیه ۱۴۱۳ بعد از نبرد چرامولو در ساماکوف توسط برادرش محمد یکم اعدام شد. |
| —                                                      | محمد چلبی سلطان در آناتولی                   |       | ۱۴۰۳ – ۱۴۰۶ (سلطان در آناتولی شرقی) ۱۴۰۶ – ۱۴۱۳ (سلطان در آناتولی) | ۵ ژوئیه ۱۴۱۳    | —                        | - بعد از نبرد آنکارا سلطان بخشی از آناتولی غربی شد. - شکست عیسی چلبی در نبرد اولوبات در سال ۱۴۰۵. - سلطان آناتولی بعد از مرگ عیسی چلبی در سال ۱۴۰۶. - بعد از شکست موسی چلبی در نبرد چرامولو، سلطان عثمانی شد و با نام محمد یکم تاج‌گذاری کرد.                                                                         |
| پس‌گیری سلطنت                                           |                                              |       |                                                                    |                 |                          | |
| ۵                                                      | محمد یکم چلبی                                |       | ۵ ژوئیه ۱۴۱۳                                                       | ۲۶ می ۱۴۲۱      | Tughra of Mehmed I       | - پسر بایزید یکم و دولت خاتون. - تا پایان عمر سلطنت کرد. |
| -                                                      | مصطفی چلبی چلبی                              |       | ژانویه ۱۴۱۹                                                        | می ۱۴۲۲         |                          | - سلطان روملیا. - پسر بایزید اول. |
| ۶                                                      | مراد دوم کوجا(بزرگ)                          |       | ۲۵ ژوئن ۱۴۲۱                                                       | ۱۴۴۴            | Tughra of Murad II       | - پسر محمد یکم و امینه خاتون; - با اراده خود سلطنت را به پسرش محمد دوم منتقل کرد. |
| ۷                                                      | محمد دوم فاتح                                |       | ۱۴۴۴                                                               | ۱۴۴۶            | Tughra of Mehmed II      | - پسر مراد دوم و هما خاتون. - بعد از دو سال به دلیل شورش سلطنت را به پدرش منتقل کرد. |
| (۶)                                                    | مراد دوم                                     |       | ۱۴۴۶                                                               | ۳ فوریه ۱۴۵۱    | Tughra of Murad II       | - دوره دوم سلطنت; - بعد از شورش جان‌نثاران سلطنت را از پسرش پس گرفت. - تا پایان عمر سلطنت کرد. |
| دوران گسترش امپراتوری عثمانی (۱۴۵۳ – ۱۵۵۰)             |                                              |       |                                                                    |                 |                          | |
| (۷)                                                    | محمد دوم قیصر روم (فاتح)                     |       | ۳ فوریه ۱۴۵۱                                                       | ۳ می ۱۴۸۱       | Tughra of Mehmed II      | - دوره دوم سلطنت; - سقوط قسطنطنیه در سال ۱۴۵۳; - تا پایان عمر سلطنت کرد. |
| ۸                                                      | بایزید دوم وِلی (مقدس)                        |       | ۱۹ می ۱۴۸۱                                                         | ۲۵ آوریل ۱۵۱۲   | Tughra of Bayezid II     | - پسر محمد دوم و گلبهار خاتون. - به نفع پسرش سلیم یکم کناره گیری کرد. - در ۲۶ می ۱۵۱۲ در نزدیکی دیدیمونتچو فوت شد. |
| ۹                                                      | سلیم یکم یاوُز (خشمگین) خادم الحرمین الشریفین |       | ۲۵ آوریل ۱۵۱۲                                                      | ۲۱ سپتامبر ۱۵۲۰ | Tughra of Selim I        | - پسر بایزید دوم و گلبهار خاتون. - تا پایان عمر سلطنت کرد. |
| ۱۰                                                     | سلیمان یکم محتشم قانونى                      |       | ۳۰ سپتامبر ۱۵۲۰                                                    | ۶ سپتامبر ۱۵۶۶  | Tughra of Suleiman I     | - پسر سلیم یکم و حفصه سلطان. - تا پایان عمر سلطنت کرد. |
| دوران رشد و تحول امپراتوری عثمانی (۱۵۵۰ – ۱۷۰۰)        |                                              |       |                                                                    |                 |                          | |
| ۱۱                                                     | سلیم دوم ساری (بور)                          |       | ۲۹ سپتامبر ۱۵۶۶                                                    | ۲۱ دسامبر ۱۵۷۴  | Tughra of Selim II       | - پسر سلیمان یکم و خرم سلطان; - تا پایان عمر سلطنت کرد. |
| ۱۲                                                     | مراد سوم                                     |       | ۲۲ دسامبر ۱۵۷۴                                                     | ۱۶ ژانویه ۱۵۹۵  | Tughra of Murad III      | - پسر سلیم دوم و نوربانو سلطان; - تا پایان عمر سلطنت کرد. |
| ۱۳                                                     | محمد سوم عادل                                |       | ۲۷ ژانویه ۱۵۹۵                                                     | ۲۰ دسامبر ۱۶۰۳  | Tughra of Mehmed III     | - پسر مراد سوم و صفیه سلطان. - تا پایان عمر سلطنت کرد; |
| ۱۴                                                     | احمد یکم بختی                                |       | ۲۱ دسامبر ۱۶۰۳                                                     | ۲۲ نوامبر ۱۶۱۷  | Tughra of Ahmed I        | - پسر محمد سوم و خندان سلطان؛ - تا پایان عمر سلطنت کرد. |
| ۱۵                                                     | مصطفی یکم دلی (دیوانه)                       |       | ۲۲ نوامبر ۱۶۱۷                                                     | ۲۶ فوریه ۱۶۱۸   | Tughra of Mustafa I      | - پسر محمد سوم و حلیمه سلطان; - به دلیل بیماری روانی به نفع برادرزاده‌اش عثمان دوم از سلطنت کناره‌گیری کرد. |
| ۱۶                                                     | عثمان دوم جوان شهيد                          |       | ۲۶ فوریه ۱۶۱۸                                                      | ۱۹ می ۱۶۲۲      | Tughra of Osman II       | - پسر احمد یکم و ماه‌فیروز سلطان; - در شورش ۱۹ می ۱۶۲۲ توسط جان‌نثاران برکنار شد. - در ۲۰ می سال ۱۶۲۲ توسط کارا داوود پاشا اعدام شد. |
| (۱۵)                                                   | مصطفی یکم                                    |       | ۲۰ می ۱۶۲۲                                                         | ۱۰ سپتامبر ۱۶۲۳ | Tughra of Mustafa I      | - دوره دوم سلطنت؛ - بعد از برکناری عثمان دوم به سلطنت رسید; - به دلیل بیماری روانی به نفع برادر‌زاده‌اش مراد چهارم از سلطنت برکنار شد و تا پایان عمرش در ۲۰ ژانویه ۱۶۳۹ در زندان شاهزادگان زندگی کرد. |
| ۱۷                                                     | مراد چهارم صاحب قرآن فاتح بغداد غازى         |       | ۱۰ سپتامبر ۱۶۲۳                                                    | ۸ فوریه ۱۶۴۰    | Tughra of Murad IV       | - پسر احمد یکم و کوسم سلطان. - تا پایان عمر سلطنت کرد. |
| ۱۸                                                     | ابراهیم یکم دلی (دیوانه) فاتح کرت شهید       |       | ۹ فوریه ۱۶۴۰                                                       | ۸ اوت ۱۶۴۸      | Tughra of Ibrahim        | - پسر احمد یکم و کوسم سلطان; - در ۸ اوت ۱۶۴۸ توسط شورش به رهبری شیخ‌الاسلام برکنار شد. - در ۱۸ اوت ۱۶۴۸ به فرمان سوفو محمد پاشا اعدام شد. |
| ۱۹                                                     | محمد چهارم آوجی (شکارچی) غازى                |       | ۸ اوت ۱۶۴۸                                                         | ۸ نوامبر ۱۶۸۷   | Tughra of Mehmed IV      | - پسر ابراهیم یکم و تورخان سلطان; - بعد از شکست در نبرد موهاچ برکنار شد. - در ۶ ژانویه ۱۶۹۳ در ادرنه فوت شد. |
| ۲۰                                                     | سلیمان دوم                                   |       | ۸ نوامبر ۱۶۸۷                                                      | ۲۲ ژوئن ۱۶۹۱    | Tughra of Suleiman II    | - پسر ابراهیم یکم و آشوب سلطان. - تا پایان عمر سلطنت کرد. |
| ۲۱                                                     | احمد دوم                                     |       | ۲۲ ژوئن ۱۶۹۱                                                       | ۶ فوریه ۱۶۹۵    | Tughra of Ahmed II       | - پسر ابراهیم یکم و معزز سلطان. - تا پایان عمر سلطنت کرد. |
| ۲۲                                                     | مصطفی دوم                                    |       | ۶ فوریه ۱۶۹۵                                                       | ۲۲ اوت ۱۷۰۳     | Tughra of Mustafa II     | - پسر محمد چهارم و گلنوش سلطان. - در ۲۲ اوت ۱۷۰۳ به دلیل شورش ینی‌چریان برکنار شد. - در ۸ ژانویه ۱۷۰۴ در استانبول فوت شد. |
| دوران رکود و اصلاحات در امپراتوری عثمانی (۱۷۰۰ – ۱۸۲۷) |                                              |       |                                                                    |                 |                          | |
| ۲۳                                                     | احمد سوم                                     |       | ۲۲ اوت ۱۷۰۳                                                        | ۲ اکتبر ۱۷۳۰    | Tughra of Ahmed III      | - پسر محمد چهارم و گلنوش سلطان. - به دلیل شورش ینی‌چریان به رهبری پاطرونا خلیل برکنار شد. - در ۱ ژوئیه ۱۷۳۶ در ادرنه فوت شد. |
| ۲۴                                                     | محمود یکم                                    |       | ۲ اکتبر ۱۷۳۰                                                       | ۱۳ دسامبر ۱۷۵۴  | Tughra of Mahmud I       | - پسر مصطفی دوم و صالحه سلطان. - تا پایان عمر سلطنت کرد. |
| ۲۵                                                     | عثمان سوم صوفی                               |       | ۱۳ دسامبر ۱۷۵۴                                                     | ۳۰ اکتبر ۱۷۵۷   | Tughra of Osman III      | - پسر مصطفی دوم و شهسوار سلطان - تا پایان عمر سلطنت کرد. |
| ۲۶                                                     | مصطفی سوم                                    |       | ۳۰ اکتبر ۱۷۵۷                                                      | ۲۱ ژانویه ۱۷۷۴  | Tughra of Mustafa III    | - پسر احمد سوم و مهرشاه قادین - تا پایان عمر سلطنت کرد. |
| ۲۷                                                     | عبدالحمید یکم اصلاحاتچی                      |       | ۲۱ ژانویه ۱۷۷۴                                                     | ۶ آوریل ۱۷۸۹    | Tughra of Abdul Hamid I  | - پسر احمد سوم و شرمی قادین. - تا پایان عمر سلطنت کرد. |
| ۲۸                                                     | سلیم سوم بستگار نظامی شهید                   |       | ۷ آوریل ۱۷۸۹                                                       | ۲۹ می ۱۸۰۷      | Tughra of Selim III      | - پسر مصطفی سوم و مهرشاه سلطان - توسط شورش ینی‌چریان به رهبری کاپیچی مصطفی برکنار شد. - در ۲۸ ژوئیه ۱۸۰۸ به فرمان مصطفی چهارم اعدام شد. |
| ۲۹                                                     | مصطفی چهارم                                  |       | ۲۹ می ۱۸۰۷                                                         | ۲۸ ژوئیه ۱۸۰۸   | Tughra of Mustafa IV     | - پسر عبدالحمید یکم و سینه‌پرور سلطان. - به واسطه شورش به رهبری علمدار مصطفی پاشا برکنار شد. - در ۱۷ نوامبر ۱۸۰۸ در استانبول به فرمان محمود دوم اعدام شد. |
| دوران نوسازی امپراتوری عثمانی (۱۸۲۷ – ۱۹۰۸)            |                                              |       |                                                                    |                 |                          | |
| ۳۰                                                     | محمود دوم انقلابچی                           |       | ۲۸ ژوئیه ۱۸۰۸                                                      | ۱ ژوئیه ۱۸۳۹    | Tughra of Mahmud II      | - پسر عبدالحمید یکم و نقش‌دل سلطان. - منحل کردن ینی‌چریان در نتیجه رویداد فرخنده در سال ۱۸۲۶ - تا پایان عمر سلطنت کرد. |
| ۳۱                                                     | عبدالمجید یکم تنظیمات‌چی                      |       | ۱ ژوئیه ۱۸۳۹                                                       | ۲۵ ژوئن ۱۸۶۱    | Tughra of Abdulmejid I   | - پسر محمود دوم و بزم عالم سلطان - اعلام خط همایون برای شروع اصلاحات که از گلخانه در ۳ نوامبر ۱۸۳۹ به دست وزیر اعظم مصطفی رشید پاشا رسید. - پذیرفته شدن خط همایون در ۱۸ فوریه ۱۸۵۶ - تا پایان عمر سلطنت کرد |
| ۳۲                                                     | عبدالعزیز یکم بخت‌سیز شهید                    |       | ۲۵ ژوئن ۱۸۶۱                                                       | ۳۰ می ۱۸۷۶      | Tughra of Abdülaziz      | - پسر محمود دوم و پرتونهال سلطان. - توسط وزیران برکنار شد. - پنج روز بعد توسط مخالفان کشته شد. |
| ۳۳                                                     | مراد پنجم                                    |       | ۳۰ می ۱۸۷۶                                                         | ۳۱ اوت ۱۸۷۶     | Tughra of Murad V        | - پسر عبدالمجید یکم و شوق‌افزا سلطان. - به دلیل بیماری روانی برکنار شد. - در کاخ چراغان در ۲۹ اوت ۱۹۰۴ فوت شد. |
| ۳۴                                                     | عبدالحمید دوم                                |       | ۳۱ اوت ۱۸۷۶                                                        | ۲۷ آوریل ۱۹۰۹   | Tughra of Abdul Hamid II | - پسر عبدالمجید یکم و تیرمژگان قادین (فرزند خوانده پرستو سلطان). - با بی میلی در ۲۳ نوامبر ۱۸۷۶ قانون اساسی را پذیرفت سپس آن را به تعویق انداخت و در ۱۳ فوریه ۱۸۷۸ آن‌را منحل کرد. - در ۳ ژوئیه ۱۹۰۸ دوباره قانون اساسی را پذیرفت. - بعد از حادثه ۳۱ مارس ۱۹۰۹ برکنار شد. - در ۱۰ فوریه ۱۹۱۸ در کاخ بیگلربیگی فوت شد. |
| ۳۵                                                     | محمد پنجم رشید‌الدین                          |       | ۲۷ آوریل ۱۹۰۹                                                      | ۳ ژوئیه ۱۹۱۸    | Tughra of Mehmed V       | - پسر عبدالمجید یکم و گل‌جمال قادین. - پادشاهی دست نشانده توسط محمد طلعت پاشا، اسماعیل انور پاشا و احمد جمال پاشا بود که تا زمان مرگ سلطنت کرد. |
| ۳۶                                                     | محمد ششم وحیدالدین                           |       | ۴ ژوئیه ۱۹۱۸                                                       | ۱ نوامبر ۱۹۲۲   | Tughra of Mehmed VI      | - پسر عبدالمجید یکم و گلستو خانم. - در ۱۷ نوامبر ۱۹۲۲ برکنار شد و سلطنت لغو شد. - مرگ در ۱۶ می ۱۹۲۶ در تبعید، سانرمو در ایتالیا. |
| خلافت تحت حکومت جمهوری (۱۹۲۲ – ۱۹۲۴)                   |                                              |       |                                                                    |                 |                          | |
| —                                                      | عبدالمجید دوم                                |       | ۱۸ نوامبر ۱۹۲۲                                                     | ۳ مارس ۱۹۲۴     | — [c]                    | - پسر عبدالعزیز یکم و حیران‌دل خانم. - برکنار شد و خلافت لغو شد. - در ۲۳ اوت ۱۹۴۴ در پاریس، فرانسه فوت شد. |